# 北海道造形デザイン専門学校
北海道造形デザイン専門学校（ほっかいどうぞうけいでざいんせんもんがっこう英：Hokkaido Institute of Design）は、北海道札幌市中央区に存在した専門学校。経営主体は学校法人栗谷川学園。

## 概要
北海道を拠点に活動しポスターアートを中心に活躍した栗谷川健一により北海道初のデザイン学校「北海道デザイン研究所」として設立され、1979年に専門学校に改組し閉校までに約6000人が卒業。閉校後は創立者・栗谷川健一の長男である栗谷川悠を名誉顧問として本校の元校長らによりデザイン啓蒙などを行う団体「北海道デザイン研究所」を再度立ち上げている。
夜学の1年課程でグラフィックデザイン学科・インテリアデザイン学科・コピーライター科もあった。

## 沿革
- 1962年 - 「北海道デザイン研究所」を設立、夜間科1年コースのみで当初は北海道ドレスメーカー女学院の教室を間借りして講義を行った[2]。
- 1965年 - 南11条西8丁目に移転[3]。
- 1967年 - 北海道旗・道章コンペにて栗谷川と研究所講師の共同研究案が採用[2]。
- 1968年 - グラフィックデザイン学科・インテリアデザイン学科の二科による全日制2年コースに改める[3]。
- 1979年 - 専修学校認可を受け、「北海道造形デザイン専門学校」に改組[2]。
- 1993年 - 栗谷川学園北海道造形デザイン専門学校に改名[3]。
- 2015年3月 - 閉校[3]。

## 就職実績
- 日本デザインセンター、信山社出版、NTT出版など[4]

## 主な卒業生
- 中井覚
- 久保田昌樹（マッサジル、相方の長谷川雅紀も在籍したが中退）
- 安保真
- 伊藤マーティ